# Ali Campbell
Alistair Ian Campbell (Birmingham, Midlands Occidental; 15 de febrero de 1959) es un músico británico de reggae, cantante, compositor y miembro original de la banda UB40. Es hijo de Ian Campbell, cantante folk muy famoso en Escocia. 

Estudió en St. Luke's Junior School y Moseley Road School of Art. 
En 1978 con un grupo de ocho amigos desempleados, formó la banda de reggae UB40, que tomó su nombre de un formulario para desocupados.
El grupo era interracial, y promocionó un estilo de reggae melódico, de ritmo relajado, combinado con voz y saxo suaves. Su primer LP, Signing Off, que salió a la venta en septiembre de 1980, fue todo un éxito. 
En 1985 Campbell hizo un dúo con Chrissie Hynde de The Pretenders
Campbell canta, toca la guitarra y la batería. Compró sus primeros instrumentos musicales con el dinero (4.000 £) que ganó como pago por participar en una pelea en una taberna, a los 17 años.
Debutó en solitario en el verano 1995 con el álbum Big Love (Gran Amor) y su sencillos más conocidos son "That at look in your eyes" y "Let Your Yeah Be Yeah". 
Con su hija Kibibi, en diciembre de 1995, hizo una versión de Something stupid, original de Frank Sinatra y su hija Nancy Sinatra. 
Su álbum Running Free (Corriendo libre), reggae-soul-pop, salió en octubre de 2007 y, como adelanto, había aparecido el primer sencillo titulado “Hold Me Tight“.
De su primer matrimonio con Bernadette Virtue, tiene cuatro hijos: Ali Campbell Jr (1981), Max Campbell (1983), Kibibi Campbell (1988), Indica Campbell (1993). Con Julie, su pareja actual, tienen dos niños; se casaron en 2006.
Ali se separa de su agrupación UB40, para retomar su carrera musical como solista nuevamente, después de estar unido a la banda por 30 años consecutivos.
UB40 featuring Ali, Astro and Mickey
En agosto de 2014, Campbell anunció que se había reunido con los excompañeros de la banda UB40 Astro y Mickey Virtue para grabar un nuevo álbum, Silhouette.  
Aparecen bajo el nombre 'UB40 Featuring  Ali, Astro y Mickey' después de una acción legal que les impide llamar a la banda UB40. Su primer lanzamiento fue The Hits of UB40 Live en 2015. 
En 2016, su álbum Unplugged alcanzó el número 17 en la lista de álbumes del Reino Unido. 
"A Real Labor of Love" se lanzó en marzo de 2018, un álbum muy en la línea de  "Labor of Love" de UB40. 
Alcanzó el número dos en la lista de álbumes del Reino Unido e ingresó en la lista de álbumes de reggae de Billboard en el número uno.

## Discografía
Álbum
- Big Love, 1995
- Running Free, 2007
- Flying High, 2009

Sencillos
- Something I Feel / Loop / Miss Thing / Alright, 1995
- Let Your Yeah Be Yeah // You Could Meet Somebody / alternative version, 1995
- That Look In Your Eye, 1995
- Somethin' Stupid / alternative version / Pay The Rent, 1996
- Hold Me Tight, 2007

- Datos: Q1375809
- Multimedia: Ali Campbell / Q1375809